# Antsaly Rajoelina
 (mai 2024).
Antsaly Ny Aina Rajoelina, est une reine de beauté malgache. Après les réalisations de Felana Noelthina Tirindraza en 2017, Miantsa Randriambelonoro en 2019 et Nellie Anjaratiana en 2021, Antsaly Rajoelina a relevé le défi à son tour, déterminée à porter haut les couleurs de Madagascar.

## Biographie
Née le 25 décembre 1998, Antsaly devient Miss Analamanga, représentant ainsi sa région d'origine. Mesurant 1,70 mètre, elle est couronnée Miss Madagascar en 2022, à l'âge de 23 ans, lors d'une compétition. Sa capacité à parler quatre langues, dont le français et l'anglais, a également contribué à la distinguer.
Antsaly a poursuivi ses études. En juillet 2022, elle a obtenu son diplôme en administration des affaires de l’Institut National des Sciences Comptables et de l’Administration d’Entreprises d’Antananarivo.

## Parcours Miss
En décembre 2023, Antsaly Ny Aina Rajoelina a l'opportunité de représenter Madagascar à la 71e édition de l'élection de Miss Monde, qui s'est tenue à Bombay, en Inde. 
Au cours de l'événement, Antsaly s'est distinguée dans une variété d'épreuves, notamment le World Designer Challenge, le défilé en tenue traditionnelle, et des épreuves de talent, où elle a démontré sa connaissance de l'athlétisme (vice-championne de Madagascar 100m haie catégorie junior, 3e place Championnat d'athlétisme d'Analamanga sur 100m catégorie Junior). 
Elle a participé au Beauty of purpose défendant la cause des victimes de violence sexuelle notamment des enfants. Une cause qu'elle y tient à cœur durant son mandat,.